# Yohanna Idha
Yohanna Idha Vähi, född 6 maj 1978 i Eskilstuna, är en svensk skådespelare och fotomodell.
Yohanna Idha utbildade sig bland annat på American Academy of Dramatic Arts i New York i USA,. Vid Stockholms filmfestival 2011 vann hon kategorin Bästa kvinnliga skådespelare för rollen som Linda i Katinkas kalas.

## Filmroller i urval
- Molly i världen (2003)
- Scoopet (2006)
- Anita (2007)
- Beck – Den japanska shungamålningen (2007)
- Wallander sidetracked (sidospår) (2008)
- Himlen är oskyldigt blå (2010)
- Katinkas kalas (2011)
- Äkta människor (2012)
- Reya (2012)
- Elsas värld (2013)
- Nirbashito (Banished) (2015)
- Boymachine (tv-serie) (2015)
- Vilsen (2016)
- Fartblinda (2019)
- Viking Saga: Rune of the Dead (2019)
- Kärlek och Anarki (2022)
- HAN (2021)
- Dreamster (2022)